# Virginia Lee Corbin
Virginia Lee Corbin (Prescott, 5 de desembre de 1910 - Chicago, 4 de juny de 1942) va ser una actriu estatunidenca de cinema mut.
Corbin va començar la seva carrera com a actriu infantil el 1916, coneguda amb el nom de Baby Virginia Corbin, i es va convertir en una flapper juvenil a la dècada del 1920. Va ser una de les moltes actrius de cinema mut que van deixar d'actuar a l'era del cinema sonor, i es va retirar de l'actuació a principis de la dècada del 1930.
Es va casar el 1929 amb Theodore Krol, un corredor de borsa de Chicago, i van tenir dos fills, Phillip i Robert. Es van divorciar el 1937 i poc després es va casar amb un altre corredor de borsa de Chicago, Charles Jacobson.
Va morir als 31 anys de tuberculosi.

## Filmografia seleccionada
- Let Katie Do It (1916) (paper no acreditat)
- Pidgin Island (1916)
- Aladdin and the Wonderful Lamp (1917)
- Vengeance of the Dead (1917)
- The Babes in the Woods (1917)
- Jack and the Beanstalk (1917)
- L'illa del tresor (Treasure Island) (1918)
- The White Dove (1920)
- Enemies of Children (1923)
- Wine of Youth (1924)
- The City That Never Sleeps (1924)
- Broken Laws (1924)
- The Chorus Lady (1924)
- The Cloud Rider (1925)
- Headlines (1925)
- North Star (1925)
- The Handsome Brute (1925)
- Hands Up! (1926)
- The Honeymoon Express (1926)
- The Whole Town's Talking (1926)
- The Perfect Sap (1927)
- Driven from Home (1927)
- Play Safe (1927)
- Bare Knees (1928)
- Jazzland (1928)
- The Head of the Family (1928)
- Footlights and Fools (1929)
- X Marks the Spot (1931)
- Shotgun Pass (1931)

- Aladdin and the Wonderful Lamp (1917), on apareix Virginia Lee Corbin interpretant la princesa Badr al-Budur.

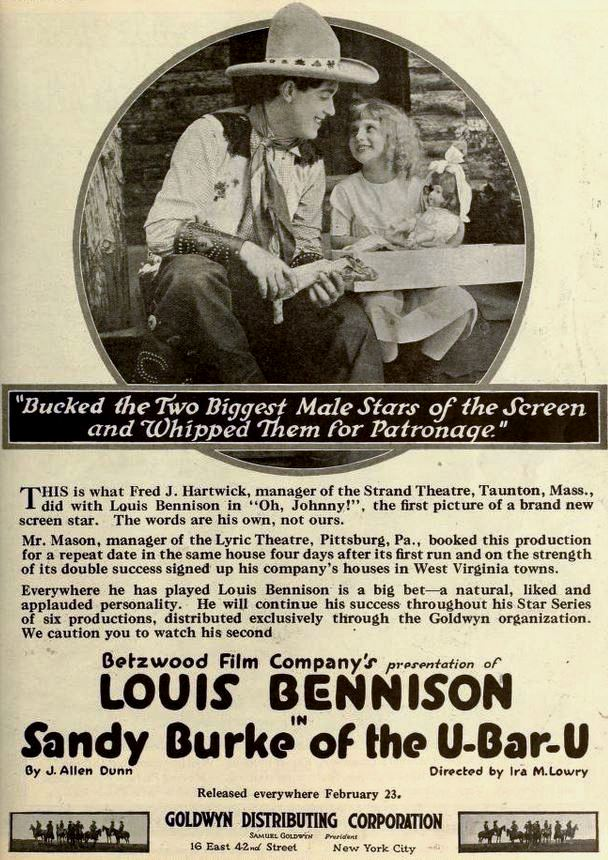
Anunci de la pel·lícula western estatunidenca Sandy Burke of the U-Bar-U (1919), amb Louis Bennison i Virginia Lee Corbin.